# شرکت ملی مهندسی شیمی چین
شرکت ملی مهندسی شیمی چین (انگلیسی: China National Chemical Engineering) شرکت صنایع شیمیایی چینی است، که در سال ۱۹۹۸ تأسیس شد.